# МЕГА. ДЕТСКИЙ МИР
Тц паново кострома переименовали в мир домовятТц паново кострома переименовали в мир домовятТц паново кострома переименовали в мир домовятТц паново кострома переименовали в мир домовятТц паново кострома переименовали в мир домовятТц паново кострома переименовали в мир домовятТц паново кострома переименовали в мир домовятТц паново кострома переименовали в мир домовят